# Diocesi di Case di Pamfilia
La diocesi di Case di Pamfilia (in latino Dioecesis Casatana in Pamphylia) è una sede soppressa del patriarcato di Costantinopoli e una sede titolare della Chiesa cattolica.

## Storia
Case di Pamfilia, identificabile con Beyşehir nell'odierna Turchia, è un'antica sede episcopale della provincia romana della Panfilia Prima nella diocesi civile di Asia. Faceva parte del patriarcato di Costantinopoli ed era suffraganea dell'arcidiocesi di Side.
La diocesi è documentata nelle Notitiae Episcopatuum del patriarcato di Costantinopoli fino al XII secolo.
A questa diocesi vengono attribuiti sei vescovi. Tuesiano prese parte al concilio di Costantinopoli del 381. Nettario fu presente al concilio di Efeso del 431, durante il quale sottoscrisse gli atti come vescovo di Semnea e di Case, indizio che le due sedi all'epoca erano unite. Teodoro partecipò al concilio di Costantinopoli riunito nel 536 dal patriarca Mena; il suo nome tuttavia appare solo nelle sottoscrizioni del 4 giugno dove furono anatemizzati Severo di Antiochia, Pietro di Apamea e il monaco Zoora. Ciriaco assistette al concilio di Costantinopoli del 553. Conone sottoscrisse gli atti del concilio in Trullo del 691/92. Ignazio intervenne al concilio di Costantinopoli dell'879-880 che riabilitò il patriarca Fozio di Costantinopoli. Leone è noto grazie all'esistenza del suo sigillo vescovile, datato all'XI o XII secolo.
Dal 1933 Case di Pamfilia è annoverata tra le sedi vescovili titolari della Chiesa cattolica; la sede è vacante dal 7 novembre 1997.

## Cronotassi

### Vescovi greci
- Tuesiano † (menzionato nel 381)
- Nettario † (menzionato nel 431)
- Teodoro † (menzionato nel 536)
- Ciriaco † (menzionato nel 553)
- Conone † (prima del 691 - dopo il 692)
- Ignazio † (menzionato nell'879)
- Leone † (XI/XII secolo)

### Vescovi titolari
- Mychajlo Koltun, C.SS.R. (13 novembre 1996 - 7 novembre 1997 nominato eparca di Zboriv)